# فرانكي اوديل
فرانكي اوديل (بالإنجليزية: Frankie O'Dell)‏ هو لاعب بوكر أمريكي، ولد في سبتمبر 1971 في دنفر في الولايات المتحدة.